# Lenda do Cavaleiro da ilha do Corvo
A Lenda do Cavaleiro da ilha do Corvo é uma tradição oral da ilha do Corvo, nos Açores. Liga-se à descoberta dos Açores com base nos mitos que envolviam as ilhas do Grande Mar Ocidental e a época dos Descobrimentos portugueses.

## Lenda
A lenda iniciou-se após 1452, quando os primeiros navegadores que navegavam para Ocidente a partir de Portugal continental avistaram aquela que veio a ser chamada de Ilha do Corvo. Afirma que, ao aproximarem-se da nova terra avistada, os navegadores viram sobre a parte mais alta de um monte uma estátua equestre.
O alazão apoiado nas patas traseiras, com as patas dianteiras levantadas no ar a apontar para o noroeste, apontava para a frente, para mostrar o caminho do Novo Mundo. O cavaleiro empunhava uma espada num braço erguido. Ambos tinham sido esculpidos no basalto negro vulcânico, pedra mãe do substrato da ilha do Corvo.
Esta estátua teria sido mandada retirar por Manuel I de Portugal para ser levada à sua Corte. No entanto, ao ser transportada numa nau, a estátua naufragou junto com a embarcação que a transportava. Dela apenas restam lendas, histórias e registos nas Crónicas de João III de Portugal e de Damião de Góis.